# Cmentarz na Solipsach
Cmentarz na Solipsach, także cmentarz w Ursusie – rzymskokatolicki cmentarz położony na osiedlu Stare Włochy w warszawskiej dzielnicy Włochy.

## Historia
Cmentarz był początkowo terenem wojskowym. Jesienią 1944 zaczęto wykorzystywać go jako teren grzebalny. W tym czasie chowano na nim głównie wojskowe i cywilne ofiary powstania warszawskiego. Formalnie cmentarz został oddany do użytku późną jesienią 1944 w wyniku starań miejscowego proboszcza Bronisława Piórkowskiego.
Nekropolia jest otoczona betonowym murem i ma kształt nieregularnego prostokąta.

## Pochowani
- Jerzy Góral (1944−2009) − prawnik, minister kultury i sztuki
- Andrzej Koć (1945−2003) − profesor Politechniki Warszawskiej
- Kazimierz Peciak (zm. 1966) − prałat, szambelan papieski, wicedziekan pruszkowski, proboszcz parafii Ursus
- Marian Wakalski (zm. 1982) − profesor Politechniki Warszawskiej, dyrektor Zakładów „Ursus”
- Jerzy Włoczewski (1910−1993) − lekarz, komendant placówki „Kordian” w Ursusie w czasie II wojny światowej
- Jadwiga Lesnobrodzka (1911−2008) − komendantka Wojskowej Służby Kobiet w placówce „Kordian”
- Zbisław Świerczewski (1906−1973) − dowódca 1746 Plutonu kompanii „Kordian”
- Stefan Bernas „Brat” (1919−1983) − zastępca dowódcy 1745. plutonu kompanii „Kordian”
- Halina Bernas „Ita” (1923−2007) − kompania „Kordian”
- Hanna Świerczewska „Justyna” − łączniczka w kompanii „Kordian”
- Marian Syta „Słoń” (1922−2000) − kompania „Kordian”
- Aleksandra Błaszczak „Ala” − kompania „Kordian”
- Władysława Lesnobrodzka „Wróbel” − kompania „Kordian”
- Halina Pomykalska „Kropelka” (1923−2009) − żołnierz Batalionu „Miotła”
- Zbigniew Osuch „Pirat I” (1925−1997) − żołnierz plutonu „Torpedy” w batalionie „Miotła”
- Władysław Długołęcki „Borek” (1912−1998) − żołnierz batalionu „Miotła”
- Tadeusz Wall „Góra” (1921−2004) − żołnierz batalionu „Miotła”
- Ryszard Szkiela „Ryś” (1922−1944) − żołnierz batalionu „Miotła”
- Sławomira Czajkowska „Lalka” − żołnierz batalionu „Miotła”
- Bonifacy Dłużniewski „Edward” (1924−1997) − żołnierz batalionu „Miotła”
- Stanisław Józiak „Kochanka” (1924−1944) − żołnierz batalionu „Miotła”
- Zofia Zielińska-Porayska (1924−2016) − działaczka podziemia niepodległościowego w czasie II wojny światowej, malarka.

Na cmentarzu znajduje się również wydzielona kwatera zakonnic ze Zgromadzenia Sióstr Misjonarek Apostolstwa Katolickiego.